# The Chicagoan
The Chicagoan war eine amerikanische Zeitschrift, die von Juni 1926 bis April 1935 erschien. Sie war nach dem Vorbild The New Yorker entworfen und konzentrierte sich in ihren Inhalten auf das kulturelle Leben der Stadt Chicago. Jede Ausgabe von The Chicagoan beinhaltete Beiträge zu Kunst, Musik, Theaterrezensionen, Profile von Personen und Institutionen, Kommentaren über die örtlichen Szene, sowie Editorials und Cartoons und Originalwerken.
Das Magazin erreichte in seiner Blütezeit eine Auflage von mehr als 20.000 Stück, geriet aber nach seiner Einstellung in Vergessenheit.
Nur zwei vollständige Sätze an Ausgaben sind bekannt, eine an der Regenstein Library der University of Chicago, die andere an der New York Public Library. Der Kulturhistoriker Neil Harris entdeckte das Magazin wieder und verfasste ein Buch über das Magazin unter dem Titel The Chicagoan: A Lost Magazine of the Jazz Age (veröffentlicht 2008 bei der University of Chicago Press).

## Autoren
Marie Armstrong Hecht (1892-?) war die erste Chefredakteurin von The Chicagoan. Sie war Schriftstellerin und Literaturkritikerin.
Richard & Florence Atwater, „Riq“ (1892–1938), geboren in Chicago als Frederick Mond Atwater.

## Künstler
E. Simms Campbell (1908–1971) war der erste afroamerikanische Cartoonist von nationaler Bedeutung.
Albert Carreno (1905–1964) wurde in Mexiko geboren. Als Cartoonist und Karikaturist zeichnete er in den späten 1920er Jahren vor allem Bühnen- und Sportpersönlichkeiten für The Chicagoan.
Nat Karson (1908–1954). Die Spezialität des gebürtigen Schweizer waren Theaterkarikaturen. Nach seinem Umzug nach New York schuf er Dekorationen und Kostüme für das Federal Theater Project und für Orson Welles.
A. Raymond Katz (1895–1974), bekannt unter seinem Pseudonym Sandor. Der gebürtige Ungar Katz schuf sowohl Posterals auch andere kommerzielle Kunst, bevor er zum Coverkünstler von The Chicagoan wurde.
Isadore Klein (1897–1986) war Zeitschriftencartoonist, animateur, sketcher, Maler, und Geschichtenschreiber. Er arbeitete u. a. für die Zeitschriften The New Yorker und The Chicagoan. Er arbeitete auch an einer Reihe von bekannten Comicstrips wie Krazy Kat, Betty Boop und Popeye.
Boris Riedel war der Zeichner des Titelblatts der ersten Ausgabe von The Chicagoan. Er war eine Zeit lang der künstlerische Leiter des Magazins.